# 小堀純
小堀 純（こぼり じゅん、1953年 - ）は、現在は主に関西圏で活躍する、日本の編集者、演劇評論家、演劇プロデューサー。

## 経歴
愛知県名古屋市生まれ。大学卒業後、1976年「プレイガイドジャーナル名古屋」に入社し、演劇担当となり、のちに編集長に。
まだ、名古屋でしか知られていなかった北村想の処女出版を担当し、北村の名前を広く知らせる。1982年の同誌廃刊の後、大阪の「プレイガイドジャーナル」からスカウトされて入社。営業・進行を担当した後、1984年に村上知彦の後をうけ六代目編集長となり、「編集部が解散」する1987年12月号まで、編集長をつとめた。この時に執筆者だった中島らもと知り合い、中島の死去まで、親しく交際した。
1988年から、フリーの編集者、ライターに。また、季刊雑誌「劇の宇宙」の編集長を、1998年から2001年の休刊まで、そして、2003年の復刊から2005年の再休刊までつとめた。
また、扇町ミュージアムスクエアの「OMS戯曲賞」の企画推進役をつとめた。他に、精華小劇場の「精華演劇祭」実行委員長でもある。
書籍編集者としては、北村想・内藤裕敬の劇曲集、中島らもの作品集、『OMS戯曲賞』などを手掛けている。

## 著書
- 『“せんべろ”探偵が行く 中島らも酔いどれ紀行』中島らも,小堀純著 文藝春秋 2003.10
- 『劇場へ！─大阪現代演劇祭〈仮設劇場〉WA全記録』小堀純編 大阪都市協会 2006.3
- 『「プガジャ」の時代』森晴樹,村上知彦,春岡勇二,ガンジー石原,山口由美子,小堀純著、大阪府立文化情報センター(編) ブレーンセンター 2008.6